# Ленточный тормоз

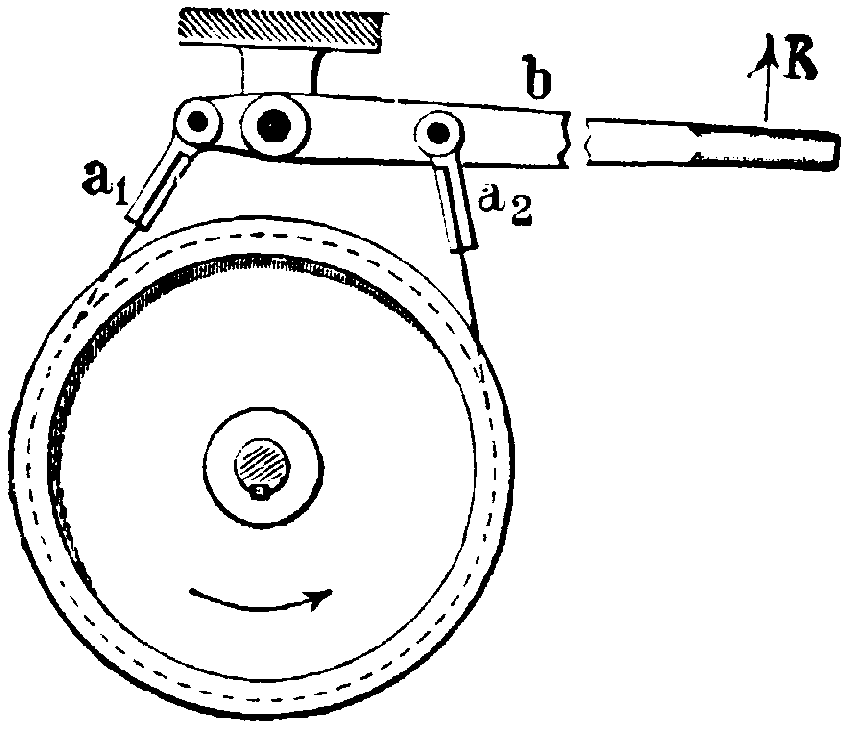
Простейший ленточный (шкивной) тормоз с ручным приводом.

Ленточный тормоз (тж: шкивной тормоз) — фрикционный тормоз, осуществляющий торможение за счёт сил трения между наружной поверхностью вращающегося цилиндра (шкива) и расположенной снаружи цилиндра охватывающей его большую часть тормозной лентой.